# Aksiom matematičke indukcije
Aksiom matematičke indukcije je aksiom o matematičkoj (potpunoj, totalnoj) indukciji. Omogućava da iz izvjesnih svojstava podskupa zaključimo odnos dvaju skupova. Ovim aksiomom se mogućava i sredstvo je za prouučavati beskonačne skupove, za dokazivati poučke i za definiciju funkcija.
Aksiom glasi:
Neka je skup {\displaystyle \mathrm {M} } podskup skupa prirodnih brojeva {\displaystyle \mathbb {N} }. 
Pretpostavimo dva svojstva skupa {\displaystyle \mathrm {M} }:
1. {\displaystyle 1} {\displaystyle \in \mathrm {M} }
2. {\displaystyle \left(\forall n\in \mathbb {N} \right)\left(n\in \mathrm {M} \Rightarrow n+1\in \mathrm {M} \right)}

Slijedi zaključak: {\displaystyle \mathrm {M} =\mathbb {N} }

## Primjeri
Možda najosnovniji primjer za metodu matematičke indukcije je suma konačno mnogo uzastopnih prirodnih brojeva. Želimo li dokazati tvrdnju, odnosno formulu {\displaystyle 1+2+3+\ ...\ +n={\frac {n(n+1)}{2}}} možemo postupiti ovako: 
Dokazujemo da tvrdnja vrijedi za prvi broj u navedenom skupu, a to je "cijeli" skup {\displaystyle \mathbb {N} }, dakle u ovom slučaju za broj 1: {\displaystyle 1={\frac {1(1+1)}{2}}.} Time smo dokazali bazu indukcije.
Sada pretpostavljamo da tvrdnja vrijedi barem za jedan broj različit od 1 iz našeg skupa, neka je to m-ti broj iz skupa {\displaystyle \mathbb {N} ,n_{m}=m\ (\neq 1).} Prema tome, pretpostavljamo da vrijedi {\displaystyle 1+2+\ ...\ +m={\frac {m(m+1)}{2}}.} (*) Ovo se zove pretpostavka indukcije.
Nadodajmo {\displaystyle m+1} na obje strane jednakosti. Vidimo da tada tvrdnja tada vrijedi i za sljedeći broj, {\displaystyle m+1.} Dakle, pretpostavljamo da je {\displaystyle 1+2+\ ...\ +m+(m+1)={\frac {(m+1)(m+2)}{2}}.} Sada slijedi ključan korak u ovoj metodi. Prema prvoj pretpostavi lijevu stranu jednakosti (*) možemo napisati kao: {\displaystyle {\frac {m(m+1)}{2}}+(m+1),} što daje {\displaystyle {\frac {(m+1)(m+2)}{2}}.} Time smo dokazali da ako tvrdnja vrijedi za {\displaystyle m,} onda nužno vrijedi i za {\displaystyle m+1.} Ovaj se dio naziva korakom indukcije.
Pokazali smo da tvrdnja vrijedi za 1. No, onda vrijedi i za 2, onda i za 3, itd. Time smo dokazali da tvrdnja vrijedi {\displaystyle \forall n\in \mathbb {N} .}
Sada je jasan aksiom matematičke indukcije.